# لیبورینا
لیبورینا (انگلیسی: Liborina) نام شهری در کشور کلمبیا است.